# Jochen Urban
Jochen Urban (* 23. September 1983 in Krefeld) ist ein ehemaliger deutscher Riemenruderer. 2005 gewann er mit dem Achter Bronze bei den Weltmeisterschaften.
Jochen Urban startete für den Crefelder Ruder-Club 1883. Der Juniorenweltmeister nahm 2004 an den Olympischen Spielen in Athen teil, mit dem Vierer ohne Steuermann verpasste er aber das Finale und belegte als Sieger des B-Finales den siebten Platz. Im Jahr darauf ruderte Urban im Deutschland-Achter, der Achter gewann die Henley Royal Regatta und fuhr bei der Weltmeisterschaft in Gifu auf den dritten Platz. 2006 startete Urban zusammen mit Andreas Penkner im Zweier ohne Steuermann und belegte den fünften Platz bei den Weltmeisterschaften in Eton. Nachdem Urban 2008 zum dritten Mal in Folge Deutscher Meister im Zweier ohne Steuermann wurde, rückten er und sein Partner Sebastian Schmidt in den Deutschland-Achter für die Olympischen Spiele in Peking, wo der Achter im Vor- und Zwischenlauf jeweils den letzten Platz belegte.
Seit Juli 2011 er mit der Schwimmerin und Olympiamedaillengewinnerin Anne Poleska verheiratet.
Jochen Urban gehörte der Sportfördergruppe der Bundeswehr an.

## Internationale Erfolge
- 2001: 1. Platz im Vierer mit (Junioren-Weltmeisterschaften)
- 2003: 4. Platz im Achter (U23-Weltmeisterschaften)
- 2004: 7. Platz im Vierer ohne (Olympische Spiele)
- 2005: 3. Platz im Achter (Weltmeisterschaften)
- 2006: 5. Platz im Zweier ohne (Weltmeisterschaften)
- 2007: 9. Platz im Zweier ohne (Weltmeisterschaften)
- 2008: 8. Platz im Achter (Olympische Spiele)
- 2010: 1. Platz Europameisterschaften im Vierer ohne Steuermann

## Nationale Erfolge
- 2004: 1. Platz Vierer ohne (DM)
- 2005: 2. Platz Zweier ohne (DM)
- 2006: 1. Platz Zweier ohne (DM)
- 2007: 1. Platz Zweier ohne (DM)
- 2008: 1. Platz Zweier ohne (DM)